# 青龙镇 (荥经县)
青龙镇，原为青龙乡，是中华人民共和国四川省雅安市荥经县下辖的一个乡镇级行政单位。2019年12月，撤销青龙乡和烟竹乡，设立青龙镇，以原青龙乡和原烟竹乡所属行政区域为青龙镇的行政区域。

## 行政区划
青龙镇下辖以下地区：
柏香村、桂花村、沙坝河村和复兴村。